# Eremo dell'Annunziata
L'eremo dell'Annunziata è un eremo ubicato a Fano Adriano.

## Storia

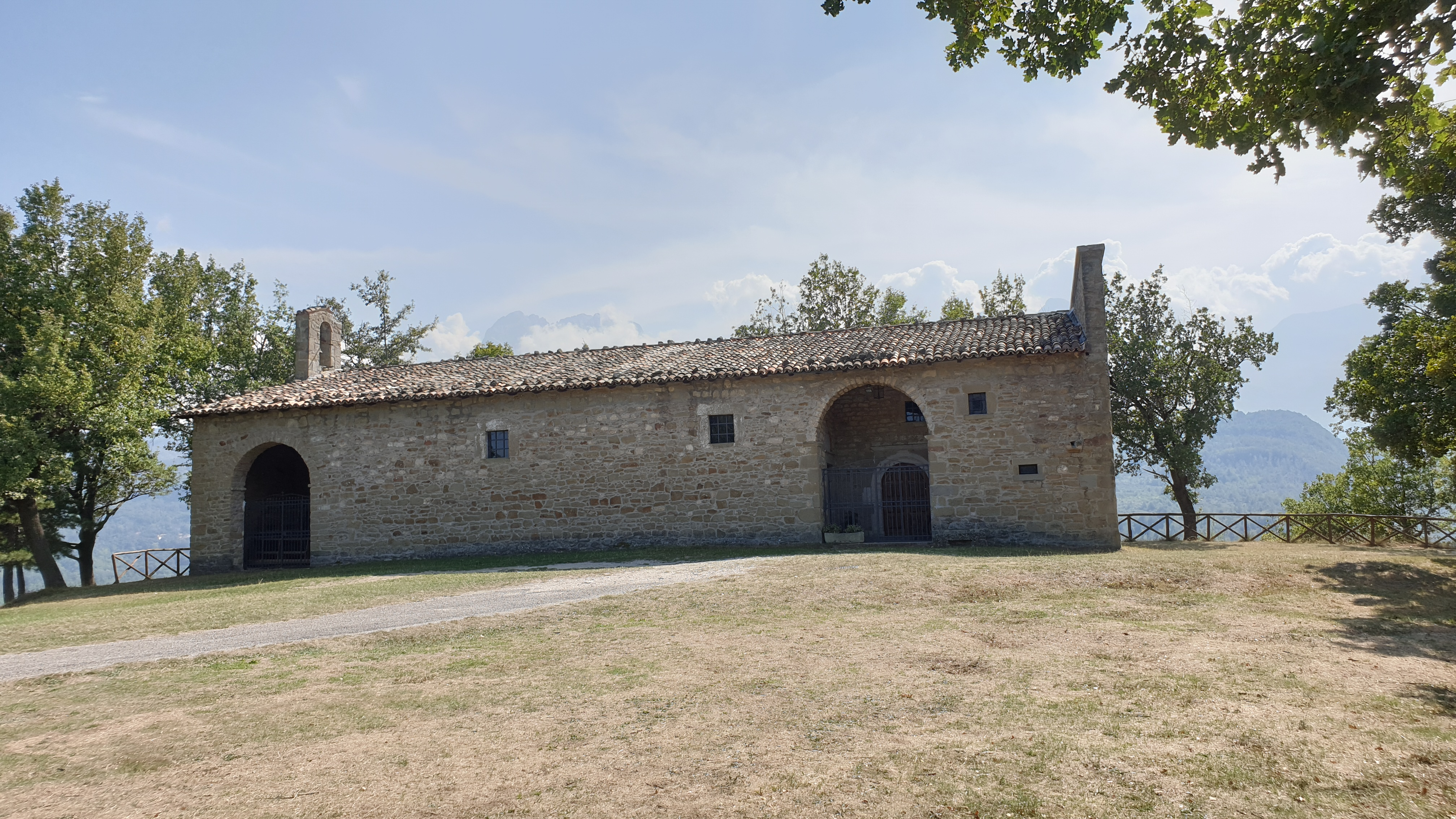
L’esterno dell’eremo

I primi documenti in cui viene menzionato l'eremo dell'Annunziata risalgono al 1473; luogo di eremetaggio e pellegrinaggi, è probabile che sia stato edificato su un tempio pagano, da cui deriverebbe anche il nome del paese, dal latino fanum, come testimoniato da una serie di pietre di arenaria squadrate inglobate nella muratura settentrionale, oppure riadattando una fortificazione medievale sorta a difesa della valle del Vomano. In passato venivano svolte diverse processioni verso l'eremo: una in particolare, per chiedere la guarigione degli abitanti malati di Fano Adriano, era composta da bambini capeggiati da un'anziana.

## Descrizione
L'eremo è posto su un pianoro del colle di San Marcello, a un'altezza di 965 metri. La struttura, rimaggiata più volte nel corso dei secoli, ha una pianta rettangolare, con una lunghezza di 26 metri per una larghezza di 15, rivestita in pietra e con copertura a capanna. Lungo un muro laretale sono posti due ingressi: quello a sinistra conduceva probabilmente a una sacrestia, mentre quello di destra funge da vestibolo, consentendo a sua volta l'accesso ad altri due ingressi per la chiesa; questi due ingressi sono caratterizzati uno da un cancello in ferro e un'architreve sulla quale è scolpito lo stemma del paese e la data 1597, l'altro da incisione di rilievi.
Internamente la chiesa, posta nel lato occidentale, è divisa in due navate tramite due archi a tutto sesto: nella navata di destra si conserva un altare ligneo in stile barocco del 1785, sormontato da una nicchia nella quale è la statua dell'Annunziata; sulla parete di destra l'affresco di un ex voto. La copertura è mediante capriate a vista.
L'edificio si completa con un romitorio a due piani nella parte orientale e un campanile a vela posto sulla facciata meridionale.